# Колянов вал
Коляновият вал е механичен сложен детайл, чиято основна функция е да превръща възвратно-постъпателното движение във въртеливо и обратното. Коляновият вал заедно с мотовилката образува коляно-мотовилковия механизъм. Най-честото използване днес е в двигателите с вътрешно горене, където постъпателното движение се превръща във въртеливо. При компресорите и помпите става обратното: въртеливото движение от електродвигателя се превръща в постъпателно, за нагнетяване на флуида.
За пръв път коляновият вал е бил използван за задвижване на различни механични устройства: точила, вятърни помпи, примитивни стругове, по-късно е станал основен елемент от буталните парни двигатели, крачни шевни машини и др. механизми.

## Устройство
Коляновият вал има сложна начупена форма. Основната ос от двете си страни лагерува в картера. Чрез твърди рамена шийките на мотовилките са изнесени под определен ъгъл и на определено разстояние от основната ос. В тези шийки лагерува мотовилката, която е свързана с буталото. Броят на чупките на коляновия вал (съотв. на буталата и мотовилките) е равен на броя на цилиндрите на двигателя (редови двигател). По този начин натискът от изгарянето (линейно движение) се поема от буталото и мотовилката и се предава на коляновия вал като въртеливо движение. Към коляновия вал може да има прикрепен маховик и противотежести за облекчаване работата на основните (носещите) лагери. Коляновият вал се върти с много високи обороти, поради което трябва да се лагерува и смазва много добре.

## Изработка
Коляновите валове се изработват чрез горещо коване, пресоване или отливане и последваща механична обработка с висока точност и нисък клас на грапавост. Някои колянови валове се състоят от множество части, други са монолитни. Коляновите валове се изработват от висококачествени нисковъглеродни легирани стомани със съдържание 0,2-0,4% въглерод и легирани с хром, манган, никел, молибден.
След окончателната механична обработка изделията се подлагат на термична обработка - цементация и нормализация за по-голяма износоустойчивост.